# Buday Zoltán
Buday Zoltán, Zoltán Buday (Budapest, 1952. november 15. –) magyar származású kanadai színész.

## Életrajza
Az 1956-os forradalom idején került Kanadába. Ma Vancouverben él. Tagja az ACTRA nevű kanadai filmes szervezetnek és az UBCP, szintén filmes szervezet elnökjelöltje. A színészkedés mellett íróként és producerként tevékenykedik, valamint fest, gitározik, érdekli a fényképészet. Két gyermek édesapja.